# Зигибото I (Мангфал)
Зигибото I (на немски: Sigiboto I; † сл. 1068/сл. 1084) е граф на Вайарн (1078 – 1084) и на река Мангфал (1067 – 1068) в Бавария и фогт на манастир Тегернзе (1048 – 1068).

## Произход и управление
Той е син на Пато фон Дилхинг († 1040), граф на Вайарн, фогт на манастир Тегернзе (1008/1017), господар на Дилхинг (1012 – 1020), който умира в бохемския поход през 1040 г. Брат е на Херанд I граф фон Фалкенщайн, господар на Гриклинген († сл. 1099), който е баща на граф Рудолф фон Фалкенщайн († сл. 9 юли 1133) и дядо на Зигибото IV фон Фалкенщайн (1126 – 1200).
От началото на 11 век резиденцията му е замък Вайарн (западен Розенхайм, над река Мангфал. Потомците му са 70 години фогти на манастир Тегернзе. Фамилията се сродява с графовете на замък Фалкенщайн, южно от Розенхайм/Горна Бавария. Правнукът му Зигибото IV фон Фалкенщайн пише през 1166 г. книгата Codex Falkensteinensis.

## Фамилия
Зигибото I се жени за Лютгард (погребана в манастир Тегернзе) и има две деца:
- Зигибото II фон Вайарн († 10 февруари 1136, манастир Вайарн), от ок. 1070 г. граф на Вайарн-Нойенбург и Хартмансберг (ок. 1080 – 1085), фогт на Тегернзе (1113 – 1121), Зееон и Баумбург. През 1133 г. основава Августински манастир в замъка си Вайарн, става там монах; женен I. за Аделхайд фон Зулцбах († сл. 1130, пр. 1133), дъщеря на Гебхард II фон Зулцбах († 1085/1088) и Ирмгард фон Рот († 1101), II. във Виена за неизвестна. Наследен е от дъщеря му Гертруд фон Вайарн († ок. 1132), омъжена ок. 1125 г. за граф Рудолф I фон Фалкенщайн († сл. 1133).[4]
- Фридерун фон Вайарн (* 1099), омъжена за Хуго фон Щетелдорф-Лойтсорф († сл. 1130), прародители на род Лихтенщайн в Долна Австрия.